# تاهوما
تاهوما (بالإنجليزية: Tahoma) هو خط طباعي هيوماني غير مذيل صممه ماثيو كارتر لصالح شركة مايكروسوفت في عام 1994 بتوزيع مبدئي مع خط Verdana لويندوز 95 .
غالباً ما يقارن تاهوما بالخط الهيوماني الغير مذيل Frutiger. وفي لقاء أجراه دانيل ويل هاريس مع ماثيو كارتر استعرض الأخير الكثير من المتشابهات مع خطه الأسبق Bell Centennial .
تاهوما هو خط الشاشة الافتراضي المستخدم في بيئة نظام ويندوز 2000 ، ويندوز إكس بي، ويندوز سيرفر 2003 (ليحل محل خط MS Sans Serif ). كما يستخدم في منصة سيجا Dreamcast . كما أنه مدمج في مكتبة خطوط ويندوز وهو مستخدم بصورة واسعة كبديل لخط Arial .

## دمج تاهوما في أنظمة تشغيل أخرى غير مايكروسوفت
في عام 2007 أعلنت أبل أن تاهوما سوف يُدمج في النسخة القادمة من نظام ماك أو إس إكس ليوبارد (ليوبارد). كما أن ليوبارد ستباع وبها العديد من الخطوط الحصرية بويندوز فقط بما فيها Microsoft Sans Serif ، Arial Unicode و Windings.

## البديل الحر
يجتوي مشروع واين على خط حر مصمم ليحمل قياسات مطابقة لخط تاهوما. وهذا بسبب أن تاهوما متاح كخط افتراضي في ويندوز وبالتالي تتوقع معظم التطبيقات توافره. قبل أن تقوم Wine باحتواء خط بديل لتاهوما كانت هناك بعض التطبيقات مثل Steam التي لا تظهر أية نصوص على الإطلاق فتعالج بصورة غير واضحة للقراءة تقريباً.

## وصلات خارجية
- معلومات من مايكروسوفت حول تاهوما.
- تنزيل مباشر من موقع مايكروسوفت.